# 雷電三
飛馬座σ，又名BD+09 5122，HD 216385、SAO 127810、HR 8697，是飛馬座的一颗恒星，视星等为5.16，位于銀經80.87，銀緯-43.1，其B1900.0坐标为赤經22h 47m 19.9s，赤緯+9° -43.1′ 13″。